# 奥飛騨数河流葉県立自然公園
奥飛騨数河流葉県立自然公園（おくひだすごうながれはけんりつしぜんこうえん）は、岐阜県飛騨市にある県立自然公園。面積2,959ha（特別地区228ha）。

## 概要
- 全域が飛騨市の南部（旧・古川町、神岡町、宮川村）にあり、標高約1,000mの高原である数河高原を中心とした自然公園である。

## 見所
- 数河高原
- 池ヶ原湿原（高層湿原）
- 流葉山[注釈 1]
- ニコイ大滝[注釈 2]